# Пандора (телесеріал)
«Пандора» (англ. Pandora) — американський науково-фантастичний телесеріал, який розповідає історію про молоду жінку, яка втратила все, але, незважаючи на це, продовжує спроби знайти сенс життя навколо себе.
Прем'єра телесеріалу відбулася 16 липня 2019 року.
16 жовтня 2019 року телеканал The CW продовжив серіал на другий сезон. Прем'єра другого сезону відбулась 4 жовтня 2020 року. В травні 2021 серіал було закрито після двох сезонів.

## Сюжет
2199 рік, головна героїня фантастичного бойовика «Пандора» по імені Джакс, після втрати всіх рідних, вступає до Академії космічної підготовки флоту на Землі, і там у неї виходить знайти те, чого вона колись була позбавлена, — дорогих їй людей, надію на майбутнє і сенс продовжувати жити. Джакс і її нові друзі тепер в місці, де їх навчать захищати планету і галактику від будь-яких можливих загроз — неважливо, будуть це прибульці або інші люди. Але в той час, коли героїня більше не відчуває самотність і Пандора — це її ім'я в колі близьких людей, з'являються інші і можливо більш серйозні проблеми для неї і всіх, хто їй дорогий. Таємниця своєї появи тут і природи особистості поступово починає відкриватися в очах інших, і тому Джакс має відкрити правду про себе. У надії, що, можливо, у неї вийде стати рятівником людства. Або тим, хто буде в силах знищити все.

## Актори
- Присцилла Квінтана — Жаклін «Джакс» Чжоу / Пандора[4]
- Олівер Денч — Ксандер Дюваль
- Рашель Банно — Атріа Найн
- Бен Редкліфф — Рален
- Баніта Сандху — Делані Пілар
- Мартін Бобб-Семпл — Томас Джеймс Росс
- Ноа Хантлі — Донован Озборн
- Техміна Санні — Реган Фрид
- Томмі Дженкінс — Елісон Певні

## Епізоди
| Сезон | Сезон | Епізоди | Дата показу   | Дата показу    |
| Сезон | Сезон | Епізоди | Прем'єра      | Фінал          |
| ----- | ----- | ------- | ------------- | -------------- |
|       | 1     | 13      | 16 липня 2019 | 1 жовтня 2019  |
|       | 2     | 10      | 4 жовтня 2020 | 13 грудня 2020 |